# Les Plus Belles Années de notre vie
Pour plus de détails, voir Fiche technique et Distribution.
Les Plus Belles Années de notre vie (The Best Years of Our Lives) est un film américain réalisé par William Wyler et sorti en 1946.

## Synopsis
En 1945, alors que se termine la Seconde Guerre mondiale, le destin rassemble trois soldats dans l'avion qui les ramène à Boone City, leur ville natale. Il s'agit du sergent d'infanterie Al Stephenson, du capitaine d'aviation Fred Derry et du marin Homer Parrish. Les trois hommes sont impatients de retourner chez eux, bien qu'ils partagent chacun la même inquiétude à l'idée de reprendre une vie normale... Il va s'avérer que chacun va devoir surmonter des difficultés plus ou moins importantes pour renouer le fil de sa vie sentimentale et conjugale à celle qui était la sienne avant la guerre.

## Fiche technique
Sauf indication contraire, les informations mentionnées dans cette section peuvent être confirmées par la base de données cinématographiques IMDb,  présente dans la section « Liens externes ».
- Titre original : The Best Years of Our Lives
- Titre français : Les Plus Belles Années de notre vie
- Réalisation : William Wyler
- Scénario : Robert E. Sherwood d'après le roman Glory for Me de MacKinlay Kantor
- Décors : Julia Heron
- Costumes : Irene Sharaff
- Photographie : Gregg Toland
- Montage : Daniel Mandell
- Musique : Hugo Friedhofer
- Producteur : Samuel Goldwyn
- Société de production : Samuel Goldwyn Productions
- Société de distribution : RKO Pictures
- Pays de production :  États-Unis
- Langue : anglais
- Format : Noir et blanc - 35mm - 1,37:1- Dolby SRD DTS
- Genre : Film dramatique
- Durée : 172 minutes
- Dates de sortie :
  - États-Unis : 21 novembre 1946 (première mondiale à New York)
  - France : 3 octobre 1947
- Affiche : Boris Grinsson (France)

## Distribution
Sauf indication contraire, les informations mentionnées dans cette section peuvent être confirmées par la base de données cinématographiques IMDb,  présente dans la section « Liens externes ».
- Fredric March (VF : Daniel Lecourtois) : Al Stephenson (Jacques Stephenson en VF)
- Dana Andrews (VF : Robert Dalban) : Fred Derry
- Harold Russell (VF : Jean Clarieux) : Homer Parrish
- Myrna Loy (VF : Camille Fournier) : Milly Stephenson (Madeleine Stephenson en VF)
- Teresa Wright (VF : Marcelle Lajeunesse) : Peggy Stephenson
- Virginia Mayo (VF : Claire Guibert) : Marie Derry
- Cathy O'Donnell : Wilma Cameron
- Hoagy Carmichael (VF : Lucien Bryonne) : Oncle Butch
- Gladys George (VF : Mona Dol) : Hortense Derry
- Roman Bohnen (VF : Paul Villé) : Pat Derry
- Ray Collins (VF : Jacques Berlioz) : Mr. Milton
- Minna Gombell : Mme Parrish
- Walter Baldwin (VF : Raymond Rognoni) : Mr. Parrish
- Steve Cochran (VF : Raymond Loyer) : Cliff Scully
- Dorothy Adams (VF : Héléna Manson) : Mme Cameron
- Don Beddoe (VF : Pierre Leproux) : Mr. Cameron
- Marlene Aames : Luella Parrish
- Charles Halton : Prew
- Ray Teal (VF : Fernand Rauzena) : Mr. Mollett
- Howland Chamberlain : Thorpe
- Dean White : Novak
- Erskine Sanford : Bullard
- Michael Hall (VF : Yves Furet) : Rob Stephenson
- Victor Cutler : Woody Merrill
- Jimmy Ames : Jackie (non crédité)
- Clancy Cooper : chauffeur de taxi (non crédité)
- Mady Correll : annonceuse (non crédité)
- Tom Dugan : portier (non crédité)
- Edward Earle : Steese (non crédité)

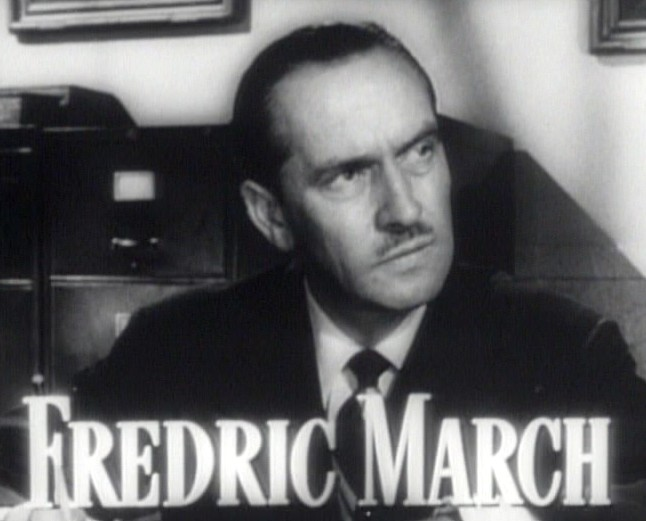
Frederich March dans le rôle d'Al Stephenson
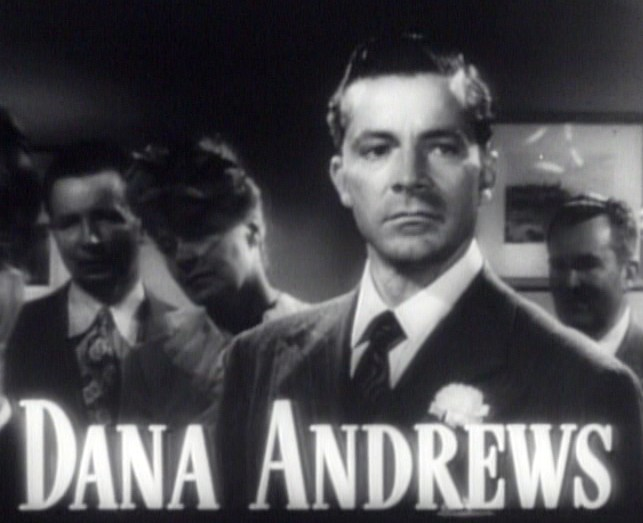
Dana Andrews dans le rôle de Fred Derry
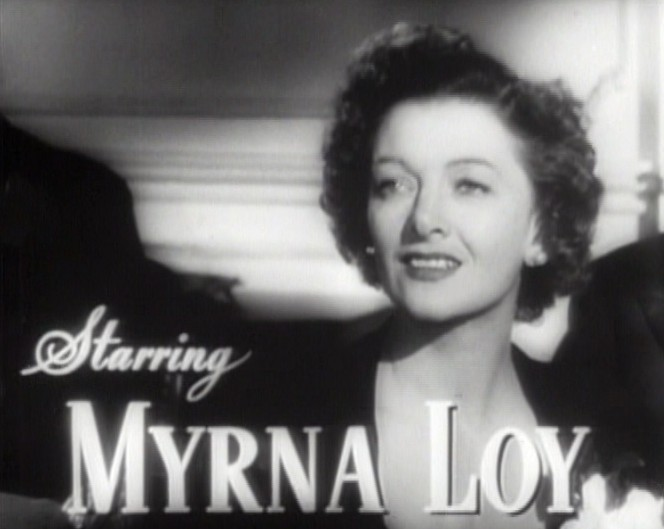
Myrna Loy dans le rôle de Milly Stephenson
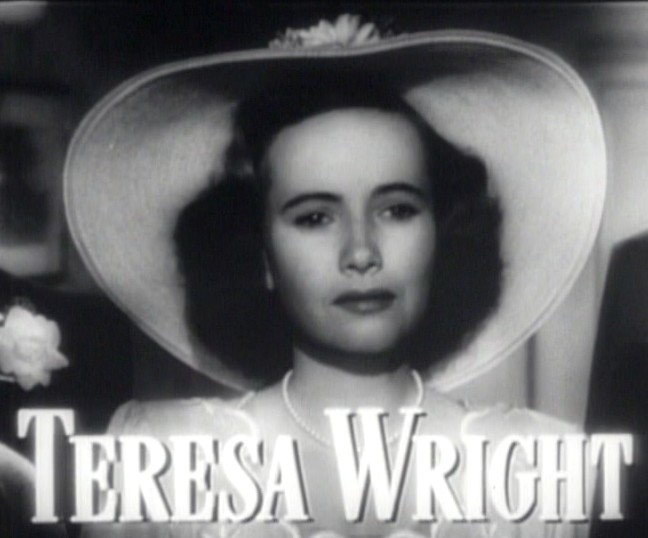
Teresa Wright dans le rôle de Peggy Stephenson
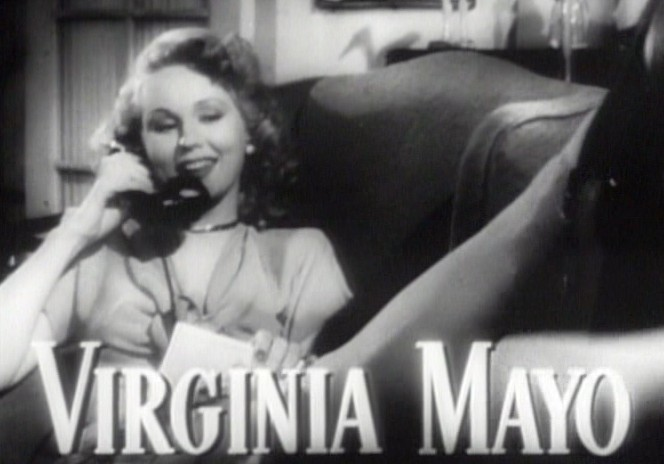
Virginia Mayo dans le rôle de Marie Derry
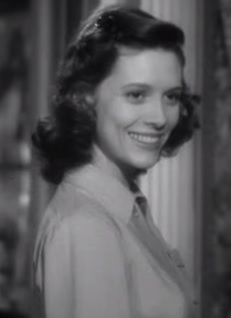
Cathy O'Donnell dans le rôle de Wilma Cameron
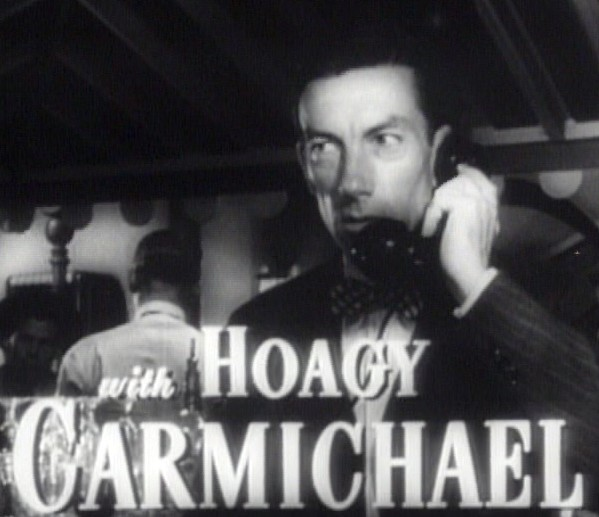
Hoagy Carmichael dans le rôle d'Oncle Butch
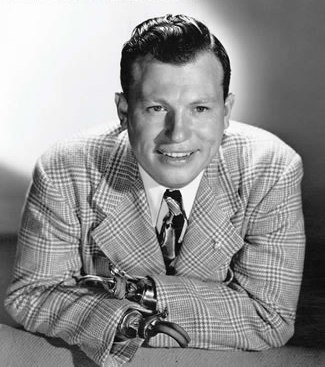
Harold Russell dans le rôle d'Homer Parrish

## Distinctions
- Oscars 1947 :
  - Meilleur film
  - Meilleur acteur pour Fredric March
  - Meilleur acteur dans un second rôle pour Harold Russell
  - Meilleur réalisateur pour William Wyler
  - Meilleur scénario original pour Robert E. Sherwood
  - Meilleure photographie pour Gregg Toland
  - Meilleur montage
  - Meilleure musique de film pour Hugo Friedhofer
  - Oscar d'honneur pour Harold Russell
- BAFA 1948 : Meilleur film.

## Autour du film
- Tournage du 15 avril 1946 au 9 août 1946[1].
- Samuel Goldwyn décida de produire le film après avoir lu un article dans le magazine hebdomadaire Time dans lequel était traité la difficile réinsertion des soldats dans la vie civile[2].
- William Wyler demanda aux acteurs principaux de porter leurs propres vêtements afin que leurs personnages respectifs soient en lien avec la vie réelle[3].
- Il n'y a que 13 ans d'écart entre les actrices Myrna Loy et Teresa Wright qui jouent respectivement le rôle de la mère et de la fille.
- Harold Russell qui reçut deux Oscars pour son interprétation de Homer Parrish, n'était pas un acteur professionnel. C'est durant la Seconde Guerre mondiale, alors qu'il était parachutiste, qu'il perdit, le 6 juin 1944, l'usage de ses deux mains en manipulant du TNT. Héritant à leur place de crochets, l'armée le choisit pour tourner un film d'instruction intitulé Diary of a Sergeant. William Wyler décida de l'engager après le visionnage de ce film, en faisant du personnage d'Homer Parrish non plus un handicapé moteur mais un amputé.
- William Wyler se servit de son expérience pendant la guerre pour traiter les rapports humains entre soldats[4].
- Initialement, Samuel Goldwyn refusa d'engager Virginia Mayo pour le rôle de Marie Derry. L'actrice parvint toutefois à le convaincre[5].[réf. non conforme]
- Fredric March qui fut engagé par la MGM refusa tout au long de sa carrière de signer des contrats de longue durée avec des sociétés de production afin de conserver son indépendance[6].
- Dana Andrews, connu pour ses rôles dans des films noirs, reçut de bonnes critiques[7].
- Teresa Wright avait remporté un Oscar, 4 ans plus tôt dans Madame Miniver.
- À l'origine, Myrna Loy était réticente pour jouer le rôle de l'épouse et était sur le point de rompre son engagement avec la MGM afin de se consacrer à des productions indépendantes. De plus elle hésitait à jouer sous la direction de William Wyler, pensant à tort qu'il avait une personnalité dure. Elle accepta de jouer après discussion avec Samuel Goldwyn. Tout en faisant preuve de professionnalisme, Myrna Loy profitait du tournage pour retrouver clandestinement son amant Spencer Tracy et vivre une passion amoureuse intense dans ses bras, en espérant tourner avec lui un film dans un rôle dramatique, une fois ce film achevé. Le rôle échut finalement à Katharine Hepburn[8]. Déçue ne pas avoir eu d'Oscar après avoir été pourtant nommée, elle obtint toutefois un prix lors du festival international de Bruxelles, quelques années plus tard. A l'issue de ce film, Myrna Loy rompit son contrat avec la MGM [9],[10],[11],[12].
- Le film contient des tirades pacifistes et antinucléaires (le fils du sergent démobilisé et Butch, le tenancier de bar) surprenantes pour un film de cette période.
- Dans le Top 100 de l'American Film Institute, le film est classé à la trente-septième place, ce qui en fait selon l'American Film Institute (AFI), l'un des cent meilleurs films américains de l'histoire du cinéma.
- Le film engrangea un succès de 10,2 millions de dollars aux États-Unis et au Canada. Il est le plus gros succès des années 1940 aux États-Unis[13],[14]. La production fit toutefois une perte de 600 000 dollars en raison d'un arrangement entre la RKO et Samuel Goldwyn à propos de la distribution[15].
- Le film a fait l'objet d'un remake pour la télévision en 1975 : Returning Home de Daniel Petrie, dans lequel Tom Selleck reprend le rôle de Dana Andrews.
- Le film fut l'objet d'une adaptation en pièce radiophonique sur NBC le 17 avril 1949[16].
- Parmi les films antérieurs à 1950, seuls Les Cloches de Sainte-Marie, Autant en emporte le vent et La Grande Parade avaient obtenu un triomphe au box-office[17].
- En 1992, Harold Russell vendit sa statuette pour 60 500 dollars afin de payer les soins pour sa femme[18].
- Le film est souvent évoqué dans le roman de Paul Auster Sunset Park paru en 2010.